# Calosota affinis
Calosota affinis är en stekelart som beskrevs av Karl-Johan Hedqvist 1970. Calosota affinis ingår i släktet Calosota och familjen hoppglanssteklar. Inga underarter finns listade.